# Дем'яново (Великоустюзький район)
Дем'я́ново (рос. Демьяново) — присілок у складі Великоустюзького району Вологодської області, Росія. Входить до складу Юдинського сільського поселення.

## Населення
Населення — 34 особи (2010; 36 у 2002).
Національний склад (станом на 2002 рік):
- росіяни — 100 %